# Viola palmensis
Viola palmensis är en violväxtart som beskrevs av Philip Barker Webb och Berth.. Viola palmensis ingår i släktet violer, och familjen violväxter. Inga underarter finns listade i Catalogue of Life.

## Bildgalleri

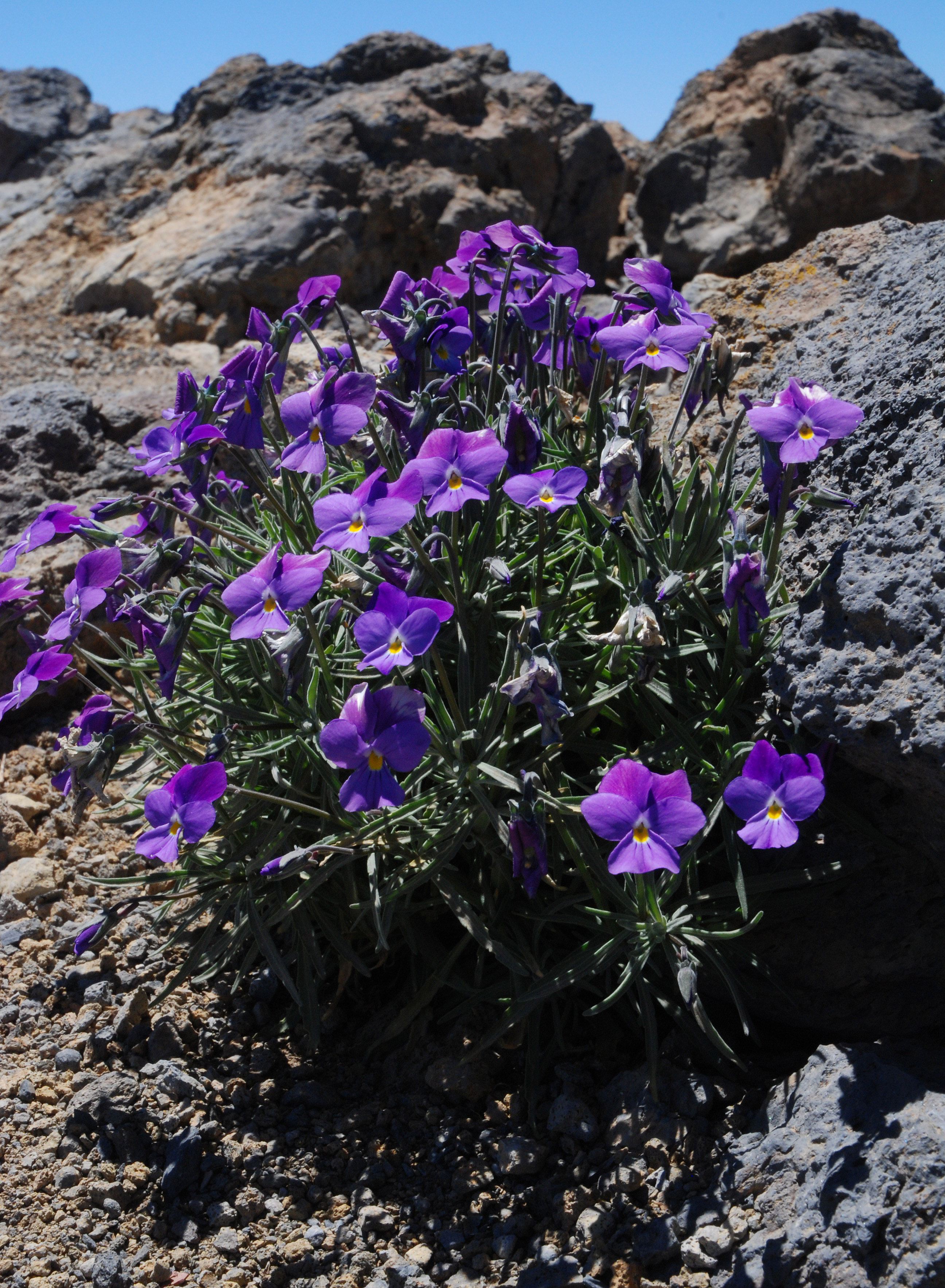